# Gropper (Patriziergeschlecht)

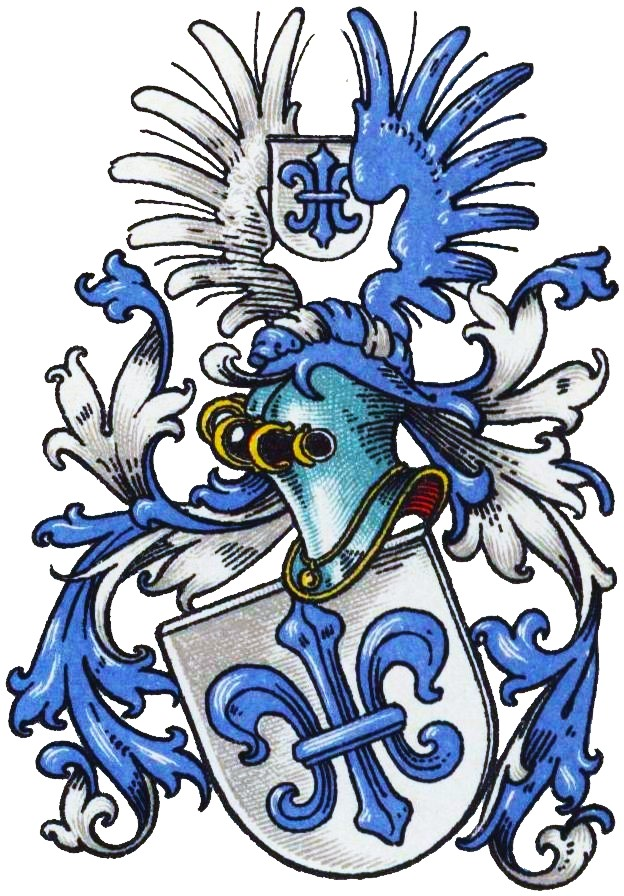
Wappen der Gropper (Gröpper) im Wappenbuch des Westfälischen Adels

Gropper (auch Gröpper) ist der Name eines westfälischen Patriziergeschlechts.
Die Gropper sind nach Ledebur und ihm folgend Hefner zu unterscheiden von den gleichnamigen Gropper (Gröpper), einem im 16. und 17. Jahrhundert zur Ritterschaft der Grafschaft Mark gehörenden Geschlecht, das gleichen Wappens wie die von Romberg und die von Mallinckrodt war.

## Geschichte
Das Geschlecht stammt aus Soest, und ihm ganz allein sei es nach Anton Fahne zuzuschreiben, dass das Erzstift Köln nicht zur „lutherischen Religion“ überging. Max von Spießen nennt es ein „adeliges Geschlecht“, während Friedrich von Klocke ausführt, dass die Familie ein „nichtpatrizisches Geschlecht“ sei, „von dem jedoch ein Teil im 16. Jahrhundert patrizische Eigenschaft erwarb“. Gustav Adelbert Seyler wiederum führt die Gropper unter den wappenführenden Bürgerlichen. Nach Wolf-Herbert Deus waren die Gropper neben den Deppe im 16. Jahrhundert „alte Geschlechter und im Aufsteigen in patrizische Kreise begriffen“. Die Deppe wiederum wurden 1925 beschrieben als „Soester Honoratiorengeschlecht, aber zeitweise in der zweiten Hälfte des 16. Jahrhunderts wohl patrizischen Charakters.“
Die Familie Gropper war erstmals mit Heinemann Gropper im letzten Viertel des 15. Jahrhunderts im Soester Rat vertreten. Zweimal ist er 1456 als fidejussor (Bürge) in der Bürgerrolle zu finden, in welcher Eigenschaft er bis 1484 mehrmals erscheint. 1470 ist er erstmals urkundlich als Zwölfherr. Möglicherweise kommen die Gropper bereits 1350 mit Tidericus Grope und 1386 mit Johann Grope erstmals urkundlich in der Soester Bürgerrolle vor.
Der auf der Röttenstraße wohnende Johannes Gropper (1480–1543), ein Sohn des Johann Gropper des Alten und der Katharina von Balve, wurde in den 1520er und 1530er Jahren mehrfach Soester Bürgermeister (1522–1524, 1527–1529, 1531–1533). Dann jedoch vertrieb ihn die Reformation aus der Stadt. Er starb 1543 in Köln. Verheiratet war er mit Anna von Blitterswich. Seine Familie war ganz auf Ämter innerhalb der Kölner Kirchenhierarchie ausgerichtet. Sein ältester Sohn war der für die niederrheinische Gegenreformation bedeutende Johannes Gropper (1503–1559), katholischer Theologe, Kirchenpolitiker und Jurist. Dessen jüngerer Bruder war Kaspar Gropper (1519–1594), ebenfalls katholischer Theologe, Kirchenpolitiker und Jurist. Mit Hilfe dieses päpstlichen Nuntius Kaspar Gropper hatte der Herzog in den klevischen Landen zwar seit 1574 den öffentlichen evangelischen Kultus unterdrückt, aber die Organisation der protestantischen Kirchen so wenig zerstören können, dass der Adel und die Städte der Grafschaft Mark sich 1577 auf dem Landtag von Essen förmlich auf die Augsburger Konfession verpflichteten. Hier kam zum ersten Mal ein Gegenstand zur Sprache, der die Verhandlungen bis zum Ende der klevischen Dynastie bestimmen sollte: die Freistellung der Religionsausübung. Deren weiterer Bruder war der jülich-klevische Geheimrat Gottfried Gropper (1507–1571) in Köln. Jener kaufte 1545 von den von Reuschenberg den Buscherhof in Fischeln bei Krefeld, „ein Ritter freyer Hof“, der dann mehrfach innerhalb des Geschlechts Gropper weitervererbt wurde, bis er über eine Erbtochter Gropper in den Besitz derer von Bellinghausen kam. Johannes Groppers (1480–1543) Tochter Katharina heiratete Anton Boickhem gt. Dolphus, eine weitere Tochter, Anna, war Äbtissin zum Paradis in Soest. Deren Neffe Peter Gropper (1554–1596), war römisch-katholischer Theologe und Mystiker.
Laut Spießen verzog das Geschlecht später nach Salzburg. Dort war Gottfrieds († 1571) Sohn Kaspar Kanzler des Erzbistums und setzte den Stamm fort. Jener war auch salzburgischer Lehnsprobst und Gesandter auf dem Reichstag zu Regensburg, der 1597 bis 1598 tagte. Seine Schwester Anna war verheiratet mit Johann Hardenrath (um 1530–1601), dem jülichischen Rat und Vizekanzler unter Herzog Wilhelm. 1592 verkaufte Kaspar ihnen die Hälfte der Mondorfer Erbrheinfähre, die er von seiner Mutter geerbt hatte. Die weitere Schwester Margaretha von Gropper war verheiratet mit Johann von Bellinghausen, einem Sohn des stadtkölnischen Kanzlers Peter Bellinghausen.
Nach Ledebur scheint Hermann Gropper, der 1638 als Senator von Köln starb, der Letzte des Geschlechts gewesen zu sein. Er war von 1619 bis 1637 Ratsherr zu Köln und verheiratet mit Katharina Pfingsthorn.

## Persönlichkeiten

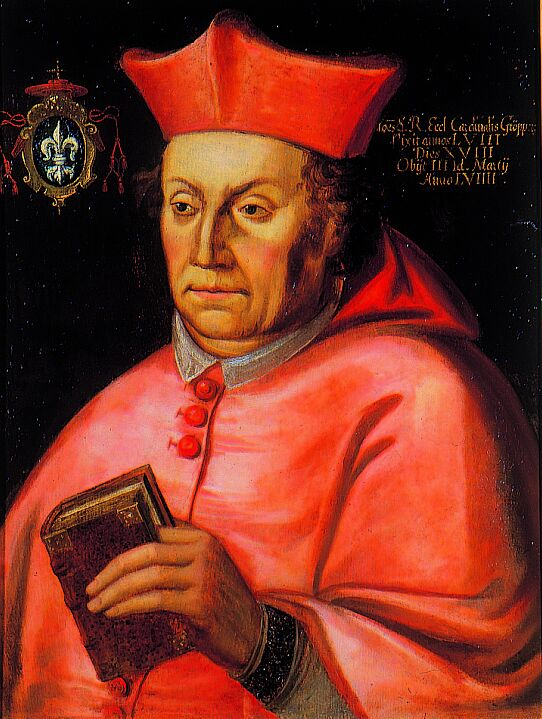
Johannes Gropper (1503) als Kardinal

- Gottfried Gropper (1507–1571), jülisch-klevischer Geheimer Rat, Bruder des Johannes und des Kaspar Gropper, Söhne des Soester Bürgermeisters Johannes Gropper (1480–1543)
- Johannes Gropper (1480) (1480–1543), Soester Bürgermeister
- Johannes Gropper (1503) (1503–1559), katholischer Theologe, Kirchenpolitiker und Jurist
- Kaspar Gropper (1519–1594), katholischer Theologe, Kirchenpolitiker und Jurist zur Zeit der Reformation
- Peter Gropper (1554–1596), römisch-katholischer Theologe und Mystiker

## Wappen
Blasonierung: In Silber eine blaue Lilie. Auf dem blau-silbern bewulsteten Helm mit blau-silbernen Helmdecken ein (rechts) silberner und ein blauer Flügel, dazwischen wiederholt sich der Schild.
Ebenso wie in Siebmachers Wappenbuch führte der Kardinal Johannes Gropper das Wappen in gewechselten Farben: in Blau eine silberne Lilie.

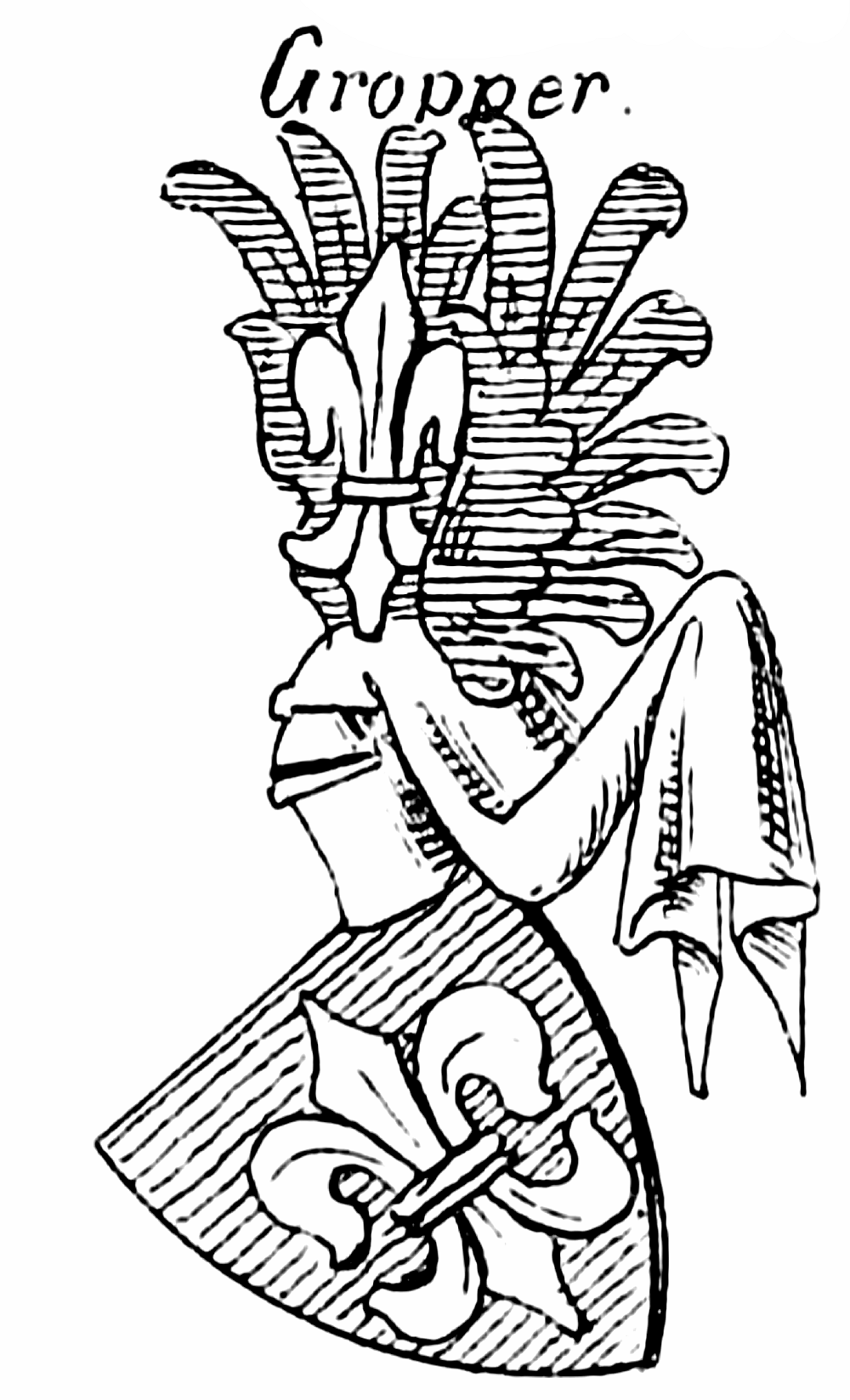
Wappen der Gropper in Siebmachers Wappenbüchern
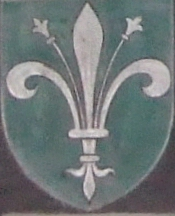
Wappen des Kardinals Johannes Gropper